# Heward Grafftey
William Heward Grafftey, PC (* 5. August 1928 in Montreal; † 11. Februar 2010) war ein kanadischer Politiker.

## Biografie
Nach dem Schulbesuch studierte er zunächst Politische Wissenschaften und Geschichte an der Mount Allison University und beendete dieses Studium mit einem Bachelor of Arts (B.A.). Im Anschluss absolvierte er ein Postgraduiertenstudium in Zivilrecht an der McGill University und beendete dieses mit einem Bachelor of Cicil Law (B.C.L.). Nach seiner Zulassung durch die Rechtsanwaltskammer von Québec war er als Rechtsanwalt tätig.
Grafftey, der wegen seiner geringen Größe und seines Wahlkreises den Spitznamen „The Gnome from Brome“ hatte, begann seine politische Laufbahn bei der Wahl 1958 mit der erstmaligen Wahl zum Abgeordneten des Unterhauses. Dort vertrat er für die Progressiv-konservative Partei Kanadas (PC) die Interessen des Wahlkreises Brome-Missisquoi. Zwischen 1962 und 1963 war er Parlamentarischer Sekretär im Finanzministerium im Kabinett von Premierminister John Diefenbaker. Bei der Unterhauswahl 1968 verlor er wegen des landesweiten Erfolges der Liberalen Partei von Pierre Trudeau seinen Wahlkreis.
Bei der Wahl 1972 gelang es Grafftey jedoch, als Vertreter des Wahlkreises Brome-Missisquoi wieder zum Abgeordneten des Unterhauses gewählt zu werden. In der Regierung des damaligen Premierminister Joe Clark war er von Juni bis Oktober 1979 Staatsminister für Sozialprogramme sowie Oktober 1979 bis März 1980 Staatsminister für Wissenschaft und Technologie. Nach einer parteiinternen Streitigkeit mit Clark verlor er jedoch bei der Wahl zum Unterhaus 1980 wiederum sein Mandat. Trotz der Spannung zu Clark unterstützte er diesen 1983 bei dessen Kandidatur für die Wiederwahl zum Vorsitzenden der PC. Nachdem Clark jedoch seinem innerparteilichen Rivalen Brian Mulroney unterlag, zog sich Grafftey für fast zwanzig Jahre aus der Politik zurück und widmete sich seiner Tätigkeit als Geschäftsmann.
2000 kandidierte er wiederum für die PC bei der Unterhauswahl, erlitt jedoch eine Wahlniederlage. 2002 war er einer der ersten die den Rücktritt von Joe Clark als Vorsitzender der Progressiv-Konservativen Partei forderte, nachdem Clark diese Funktion wieder seit 1998 innehatte. 2003 kündigte er zwar selbst seine Kandidatur für das Amt des Vorsitzenden der PC an, zog diese aber im Mai 2003 aus Gesundheitsgründen zurück.